# 阿伊努凱塞
阿伊努凱塞（アイヌカイセイ，あいぬかいせい）是阿伊努民間傳說中的妖怪。
其身穿樹皮纖維製成的簑衣，經常在空屋或老房中出沒。有時會趁人睡覺時壓在其頭部或胸部，讓人呼吸困難，噩夢連連。 。
民間傳說研究家佐佐木喜善的著作中提到了阿伊努凱塞和座敷童子之間可能存在某種相似性（關聯性）的觀點。 。
此外，其名字裡面的「カイセイ」在阿伊努語中意味著「死骸」。 。

## 腳註
1. 1 2  村上健司編著『日本妖怪大事典』 角川書店、2005年、4頁。 ISBN 978-4-04-883926-6。
2. ↑  佐佐木喜善 『遠野のザシキワラシとオシラサマ』 中央公論新社〈中公文庫〉、2007年、55頁。 ISBN 978-4-12-204892-8。